# Jochaj Ben Nun
Jochaj Ben Nun (hebrejsky יוחאי בן-נון‎, 17. prosince 1924 Haifa – 6. června 1994 New York) byl šestý velitel Izraelského vojenského námořnictva a nositel medaile za Hrdinství.

## Biografie
Jochaj Ben Nun se narodil v Haifě a vyrůstal v Jeruzalémě. Jeho rodiče přišli do Palestiny během první aliji. V roce 1941 vstoupil do elitních úderných jednotek Palmach, tři roky strávil výcvikem a posléze povýšil na velitele jednotky. V roce 1944 se stal členem Paljam, které byly námořní součástí Palmach. Během tajných operací se mu v roce 1945 podařilo potopit dvě lodě britského Královského námořnictva (Royal Navy).
Když vypukla izraelská válka nezávislost, stal se členem izraelské elitní námořní jednotky Šajetet 13. Jako její příslušník se přihlásil na mimořádně nebezpečnou operaci, při které došlo k potopení vlajkové lodě egyptského královského námořnictva, šalupy El Amir Farouk. Řídil malé jednomotorové výbušné plavidlo (podobné italskému MTM; italsky Motoscafo da turismo modificato), které mělo narazit do egyptské šalupy. Původním plánem bylo vyslat člun a nechat jej narazit do šalupy. Jelikož však existovala možnost, že by Egypťané člun zpozorovali a mohli se mu tak vyhnout, bylo navrženo, aby jej řídil dobrovolník, který by na něm obkročmo seděl a krátce před nárazem (nějakých 50 až 100 metrů) seskočil. V takovém případě by Egypťané, i kdyby plavidlo zpozorovali, již neměli šanci se mu vyhnout. Jochaj byl s plavidlem odtažen veslicí co nejblíže egyptské šalupě a poté vyrazil. Jeho kolegové po chvíli čekání po explozi začali odplouvat, v domnění, že Jochaj při explozi zahynul, ale pak uslyšeli jeho hlas. Když se dostal na veslici, vysvětlil, že egyptské světlomety byly vypnuty až do okamžiku, kdy z výbušného plavidla seskočil. Za tuto operaci byl dekorován oceněním Hrdina Izraele.
U námořnictva sloužil i po skončení války za nezávislost a během Sinajské války sloužil jako velitel lodi INF Jaffo a zúčastnil se zajetí egyptského torpédoborce. Po válce se opět vrátil k velení Šajetet 13.
V roce 1960 se stal velitelem izraelského námořnictva a z této funkce se zasadil o vytvoření velké flotily o útočné síle. Přestože jej v této funkci v roce 1966 nahradil Šlomo Arel, zúčastnil se šestidenní války v roce 1967 jako dobrovolník a bojoval v námořních operacích a na Golanských výšinách.
Jako civilista založil polostátní společnost Izraelský oceánografický a limnologický výzkum s.r.o. (hebrejsky: חקר ימים ואגמים בע״מ), která prováděla oceánografický a sladkovodní vědecký výzkum. V letech 1968 až 1982 byl jejím generálním ředitelem. Po jomkipurské válce v roce 1973 byl jedním z protestujících, kteří volali po rezignaci vlády Goldy Meirové.
Zemřel 6. června 1994 v New Yorku a je pohřben v kibucu Ma'agan Micha'el. Na jeho počest nese jeho jméno námořní výzkumná nadace Nadace admirála Jochaje Ben Nuna pro námořní a sladkovodní výzkum.

## Dílo
Posmrtně bylo vydáno jeho dílo:
- Caught Up in the Times. Jeruzalém: [s.n.], 2003. 190 s. ISBN 965-05-1223-3. (anglicky)